# 解脫軍
聖解脫軍（梵文名Vimuktisena，藏文名འཕགས་པ་གྲོལ་སྡེ།，生卒年不詳），或稱為解脫軍，印度佛教中觀派論師，約活動於西元第五、六世紀之間。

## 生平
後世對解脫軍其人的生平並不清楚。相傳他出生在中印、南印的交界處耆婆羅洞窟，是世親弟子覺使的外甥，在雞胤部中出家。
他的傳承，後人也不清楚。一說他從世親受《般若經》，在僧護門下學習《中論》。另一個說法，他是陳那的弟子，曾經向清辨學習中觀派學說。
藏傳佛教傳說，聖解脫軍跟解脫軍是兩人，解脫軍是聖解脫軍的弟子。但有另一派認為，聖解脫軍即是解脫軍。
相傳他在學習《現觀莊嚴論》時，發現它的學說與《般若經》多所不合，感到非常疑惑。後來遇到一位名為寂鎧的優婆塞，他在補陀落迦山時向觀世音菩薩求取得到二萬頌的《般若經》，寂鎧將這部《般若經》交給解脫軍。解脫軍發現這部二萬五千頌的《般若經》與《現觀莊嚴論》的意旨相同，沒有出入。於是根據這部二萬頌《般若經》與《現觀莊嚴論》，作《二萬五千頌般若經現觀莊嚴論釋》，成為最早揉合瑜伽行派與中觀派學說的論師。

## 著作
著有《二萬五千頌般若經現觀莊嚴論釋》。